# Negatief grondtal
Een positiestelsel kan een negatief grondtal hebben. Deze talstelsels zijn voor het eerst beschreven door Vittorio Grunwald in zijn werk Giornale di Matematiche di Battaglini uit 1885. Naderhand zijn negatieve talselsels herontdekt door A. J. Kempner in 1936 en Z. Pawlak and A. Wakulicz in 1959.
Met een negatief talstelsel is het mogelijk positieve en negatieve getallen te laten zien zonder een minteken te gebruiken. De naam van een negatief talstelsel wordt gevormd door de prefix nega- toe te voegen aan de naam van het positieve talstelsel; bijvoorbeeld, negadecimaal (grondtal -10) voor decimaal (grondtal 10), negabinair (grondtal -2) voor binair (grondtal 2), negaternair (grondtal -3) voor ternair (grondtal 3) en negaquaternair (grondtal -4) voor quaternair (grondtal 4).

## Notatie
Schrijven we het grondtal als {\displaystyle -r}, dan kan elk geheel getal {\displaystyle a} op een unieke manier geschreven worden als:
{\displaystyle a=\sum _{i=0}^{n}d_{i}(-r)^{i}}
waarbij elk cijfer {\displaystyle d_{k}}een geheel getal is gaande van {\displaystyle 0} tot {\displaystyle r-1}. De grondtal {\displaystyle -r} expansie van {\displaystyle a} wordt dan gegeven door {\displaystyle d_{n}d_{n-1}\dots d_{1}d_{0}}.
Met het grondtal –2 als voorbeeld, worden de eerste getallen:
{\displaystyle {\begin{matrix}0&=&0&=&\qquad \qquad \qquad \qquad \qquad 0\times (-2)^{0}&=&0\\1&=&1&=&\qquad \qquad \qquad \qquad \qquad 1\times (-2)^{0}&=&1\\10&=&-2&=&\qquad \qquad \quad 1\times (-2)^{1}+0\times (-2)^{0}&=&-2+0\\11&=&-1&=&\qquad \qquad \quad 1\times (-2)^{1}+1\times (-2)^{0}&=&-2+1\\100&=&4&=&1\times (-2)^{2}+0\times (-2)^{1}+0\times (-2)^{0}&=&4+0+0\\101&=&5&=&1\times (-2)^{2}+0\times (-2)^{1}+1\times (-2)^{0}&=&4+0+1\\110&=&2&=&1\times (-2)^{2}+1\times (-2)^{1}+0\times (-2)^{0}&=&4-2+0\\111&=&3&=&1\times (-2)^{2}+1\times (-2)^{1}+1\times (-2)^{0}&=&4-2+1\end{matrix}}}
Uit het bovenstaande voorbeeld blijkt dat ook de negatieve gehele getallen voorgesteld kunnen worden zonder gebruik te maken van het minteken. Dat het systeem tot dusver niet toegepast wordt, heeft te maken met de "springerige" aard van de opeenvolgende waarden. Zo hebben de eerste 16 waarden van met het grondtal -2 achtereenvolgens de volgende decimale waarden:
0, 1, –2, –1, 4, 5, 2, 3, –8, –7, –10, –9, –4, –3, –6, –5
Dit werkt niet alleen met –2, maar met elk negatief geheel getal dat geen –1 is.
Onderstaande tabel geeft de expansie van enkele getallen in zijn positieve en corresponderende negatieve grondtalrepresentatie.
| Decimaal | Negadecimaal | Binair | Negabinair | Ternair | Negaternair | Gebalanceerd ternair | Quaternair | Negaquaternair |
| -------- | ------------ | ------ | ---------- | ------- | ----------- | -------------------- | ---------- | -------------- |
| −15      | 25           | −1111  | 110001     | −120    | 1220        | T110                 | −33        | 1301           |
| ⋮        | ⋮            | ⋮      | ⋮          | ⋮       | ⋮           | ⋮                    | ⋮          | ⋮              |
| −5       | 15           | −101   | 1111       | −12     | 21          | T11                  | −11        | 23             |
| −4       | 16           | −100   | 1100       | −11     | 22          | TT                   | −10        | 10             |
| −3       | 17           | −11    | 1101       | −10     | 10          | T0                   | −3         | 11             |
| −2       | 18           | −10    | 10         | −2      | 11          | T1                   | −2         | 12             |
| −1       | 19           | −1     | 11         | −1      | 12          | T                    | −1         | 13             |
| 0        | 0            | 0      | 0          | 0       | 0           | 0                    | 0          | 0              |
| 1        | 1            | 1      | 1          | 1       | 1           | 1                    | 1          | 1              |
| 2        | 2            | 10     | 110        | 2       | 2           | 1T                   | 2          | 2              |
| 3        | 3            | 11     | 111        | 10      | 120         | 10                   | 3          | 3              |
| 4        | 4            | 100    | 100        | 11      | 121         | 11                   | 10         | 130            |
| 5        | 5            | 101    | 101        | 12      | 122         | 1TT                  | 11         | 131            |
| 6        | 6            | 110    | 11010      | 20      | 110         | 1T0                  | 12         | 132            |
| 7        | 7            | 111    | 11011      | 21      | 111         | 1T1                  | 13         | 133            |
| 8        | 8            | 1000   | 11000      | 22      | 112         | 10T                  | 20         | 120            |
| 9        | 9            | 1001   | 11001      | 100     | 100         | 100                  | 21         | 121            |
| 10       | 190          | 1010   | 11110      | 101     | 101         | 101                  | 22         | 122            |
| 11       | 191          | 1011   | 11111      | 102     | 102         | 11T                  | 23         | 123            |
| 12       | 192          | 1100   | 11100      | 110     | 220         | 110                  | 30         | 110            |
| 13       | 193          | 1101   | 11101      | 111     | 221         | 111                  | 31         | 111            |
| 14       | 194          | 1110   | 10010      | 112     | 222         | 1TTT                 | 32         | 112            |
| 15       | 195          | 1111   | 10011      | 120     | 210         | 1TT0                 | 33         | 113            |
| 16       | 196          | 10000  | 10000      | 121     | 211         | 1TT1                 | 40         | 100            |
| 17       | 197          | 10001  | 10001      | 122     | 212         | 1T0T                 | 41         | 101            |

Merk op dat negatieve getallen in grondtal {\displaystyle -r}een even aantal cijfers hebben en positieve getallen een oneven aantal cijfers hebben.

## Converteren naar negatief grondtal

### Algoritme
De grondtal {\displaystyle -r} expansie van een getal kan gevonden worden door herhaaldelijk te delen door {\displaystyle -r} en de niet-negatieve resten aan elkaar te plakken. Merk op dat als {\displaystyle a/b=c} rest {\displaystyle d}, geldt dat {\displaystyle bc+d=a} en dus {\displaystyle d=a-bc}. Om het juiste resultaat te bekomen dient men {\displaystyle c} zo te kiezen dat {\displaystyle d} minimaal en niet negatief is.
Bijvoorbeeld, om 146 in decimaal naar negaternair te converteren:
{\displaystyle {\begin{array}{rr}146\div (-3)=&-48~\operatorname {rest} ~2\\-48\div (-3)=&16~\operatorname {rest} ~0\\16\div (-3)=&-5~\operatorname {rest} ~1\\-5\div (-3)=&2~\operatorname {rest} ~1\\2\div (-3)=&0~\operatorname {rest} ~2\end{array}}}
Als we de resten van achter naar voren lezen krijgen we {\displaystyle 146_{10}=2(-3)^{4}+(-3)^{3}+(-3)^{2}+2(-3)^{0}=21102_{-3}}als resultaat.
Let op: in de meeste programmeertalen wordt het resultaat van een integer deling tussen twee negatieve getallen afgerond naar nul, wat een negatieve rest kan opleveren. In zo'n geval hebben we dat {\displaystyle a=(-r)c+d=(-r)c+d-r+r=(-r)(c+1)+(d+r)}. Omdat {\displaystyle |d|<r} is {\displaystyle (d+r)} de positieve rest. Dus, om het correcte resultaat in zo'n geval te krijgen dient een computerimplementatie 1 aan het quotiënt en {\displaystyle r} aan de rest toe te voegen.

### Code

#### Naar negabinair

##### C#
```
static
 
string
 
ToNegabinary
(
int
 
value
)

{

	
string
 
result
 
=
 
string
.
Empty
;

	
while
 
(
value
 
!=
 
0
)

	
{

		
int
 
remainder
 
=
 
value
 
%
 
-
2
;

		
value
 
=
 
value
 
/
 
-
2
;

		
if
 
(
remainder
 
<
 
0
)

		
{

			
remainder
 
+=
 
2
;

			
value
 
+=
 
1
;

		
}

		
result
 
=
 
remainder
.
ToString
()
 
+
 
result
;

	
}

	
return
 
result
;

}

```

Of eenvoudiger (C implementatie):
```
unsigned
 
int
 
toNegaBinary
(
unsigned
 
int
 
value
)
 
// invoer in binair

{

	
unsigned
 
int
 
Schroeppel2
 
=
 
0xAAAAAAAA
;
 
// = 2/3*((2*2)^16-1) = ...1010

	
return
 
(
value
 
+
 
Schroeppel2
)
 
^
 
Schroeppel2
;
 
// exclusieve OF

	
// resulterende unsigned int interpreteren als string met elementen ε {0,1}

}

```

#### Naar negaquaternair

##### C#
```
static
 
string
 
negaternary
(
int
 
value
)

{

	
string
 
result
 
=
 
string
.
Empty
;

	
while
 
(
value
 
!=
 
0
)

	
{

		
int
 
remainder
 
=
 
value
 
%
 
-
3
;

		
value
 
=
 
value
 
/
 
-
3
;

		
if
 
(
remainder
 
<
 
0
)

		
{

			
remainder
 
+=
 
3
;

			
value
 
+=
 
1
;

		
}

		
result
 
=
 
remainder
.
ToString
()
 
+
 
result
;

	
}

	
return
 
result
;

}

```

Of eenvoudiger (C implementatie):
```
unsigned
 
int
 
toNegaQuaternary
(
unsigned
 
int
 
value
)
 
// invoer in binair

{

	
unsigned
 
int
 
Schroeppel4
 
=
 
0xCCCCCCCC
;
 
// = 4/5*((2*4)^8-1) = ...11001100 = ...3030

	
return
 
(
value
 
+
 
Schroeppel4
)
 
^
 
Schroeppel4
;
 
// exclusieve OF

	
// resulterende unsigned int interpreteren als string met elementen ε {0,1,2,3}

}

```

#### Naar willekeurig negatief grondtal

##### Java
```
public
 
List
<
Integer
>
 
negativeBase
(
int
 
integer
,
 
int
 
base
)
 
{

    
List
<
Integer
>
 
digits
 
=
 
new
 
ArrayList
<>
();

    
while
 
(
integer
 
!=
 
0
)
 
{

        
int
 
i
 
=
 
integer
 
%
 
base
;

        
integer
 
/=
 
base
;

        
if
(
i
 
<
 
0
)
 
{

            
i
 
+=
 
Math
.
abs
(
base
);

            
integer
++
;

        
}

        
digits
.
add
(
0
,
 
i
);

    
}

    
return
 
digits
;

}

```

## Wiskundige operaties

### Optellen
Het optellen van twee negabinaire getallen gebeurt bit per bit, startende met de minst significante bits.
| Som | Som   | Output | Output | Output | Commentaar                        |
| Som | Som   | Bit    | Carry  | Carry  | Commentaar                        |
| --- | ----- | ------ | ------ | ------ | --------------------------------- |
| −2  | 010−2 | 0      | 1      | 01−2   | −2 komt enkel voor bij aftrekken. |
| −1  | 011−2 | 1      | 1      | 01−2   |                                   |
| 0   | 000−2 | 0      | 0      | 00−2   |                                   |
| 1   | 001−2 | 1      | 0      | 00−2   |                                   |
| 2   | 110−2 | 0      | −1     | 11−2   |                                   |
| 3   | 111−2 | 1      | −1     | 11−2   | 3 komt enkel voor bij optellen.   |

De tweede rij van de tabel toont bv. dat −1 = 1 + 1 × −2; de vijfde rij zegt dat 2 = 0 + −1 × −2; etc.
Bijvoorbeeld:{\displaystyle 1010101_{-2}(1+4+16+64=85)+1110100_{-2}(4+16-32+64=52)},
```
Carry:          1 −1  0 −1  1 −1  0  0  0
Eerste getal:         1  0  1  0  1  0  1
Tweede getal:         1  1  1  0  1  0  0 +
               --------------------------
Getal:          1 −1  2  0  3 −1  2  0  1
Resultaat:      1  1  0  0  1  1  0  0  1
Carry:          0  1 −1  0 −1  1 −1  0  0
```

Het resultaat is dus {\displaystyle 110011001_{-2}(1-8+16-128+256=137)}.

#### Andere methode
Een andere methode om op te tellen bestaat eruit een extra carry bit te propageren naar de volgende positie.
```
Extra carry:       1  1  0  1  0  0  0     
Carry:          1  0  1  1  0  1  0  0  0
Eerste getal:         1  0  1  0  1  0  1
Tweede getal:         1  1  1  0  1  0  0 +
               --------------------------
Resultaat:      1  1  0  0  1  1  0  0  1
```

### Aftrekken
Om getallen van elkaar af te trekken dient, dient het tweede getal vermenigvuldigd te worden met -1 (één plaats schuiven naar links en optellen) waarna de getallen opgeteld worden.
Bijvoorbeeld:{\displaystyle 1101001_{-2}(1-8-32+64=25)-1110100_{-2}(4+16-32+64=52)},
```
Carry:          0  1 −1  1  0  0  0
Eerste getal:   1  1  0  1  0  0  1
Tweede getal:  −1 −1 −1  0 −1  0  0 +
               --------------------
Getal:          0  1 −2  2 −1  0  1
Resultaat:      0  1  0  0  1  0  1
Carry:          0  0  1 −1  1  0  0
```

Het resultaat is dus{\displaystyle 100101_{-2}(1+4-32=-27)}.

### Vermenigvuldigen
Naar links schuiven is vermenigvuldigen met -2 en naar rechts schuiven is delen door -2.
Om te vermenigvuldigen volgt men dezelfde stappen als het algoritme in decimaal en binair maar past men de regels van negabinair toe tijdens het optellen.
```
Eerste getal:                   1  1  1  0  1  1  0
Tweede getal:                   1  0  1  1  0  1  1 ×
              -------------------------------------
                                1  1  1  0  1  1  0
                             1  1  1  0  1  1  0

                       1  1  1  0  1  1  0
                    1  1  1  0  1  1  0

              1  1  1  0  1  1  0                   +
              -------------------------------------
Carry:        0 −1  0 −1 −1 −1 −1 −1  0 −1  0  0
Getal:        1  0  2  1  2  2  2  3  2  0  2  1  0
Resultaat:    1  0  0  1  0  0  0  1  0  0  0  1  0
Carry:           0 −1  0 −1 −1 −1 −1 −1  0 −1  0  0
```

## Grafieken
Opmerkelijk is dat de lijn door de x-as gaat bij de positieve vorm van iedere macht van het grondtal. Bij grondtal –2 snijdt de lijn op 2, 4, 8, 16, 32... Bij grondtal -10 gebeurt dat bij 10, 100, 1000...
Mogelijke toepassingen van dit soort getallen zijn te vinden in de cryptografie en bij systemen waar alleen cijfers gebruikt kunnen worden (zonder tekens als de -).